# Alfréd Haar

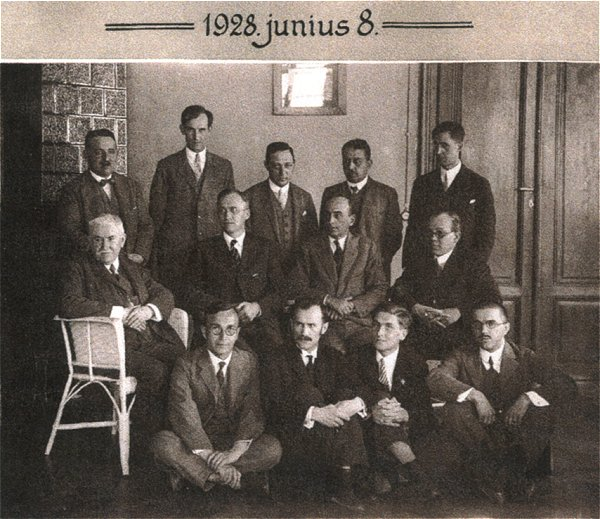
Haar (dernier rang, au centre) à Szeged en 1928

Alfréd Haar (né le 11 octobre 1885 à Budapest et mort le 16 mars 1933 à Szeged) est un mathématicien hongrois.
Il est principalement connu pour avoir élaboré la notion de mesure de Haar. L'ondelette de Haar, qu'il a créée en 1909, porte son nom.
Avec Frigyes Riesz, il fit de l'université de Szeged un centre de mathématiques renommé.

## Biographie
Alfréd Haar est né le 11 octobre 1885 à Budapest dans une famille juive hongroise, ses parents sont Ignác Haar et Emma Fuchs. Il sortit du Fasori Gimnázium (en) en 1903, où il avait été l'élève de László Rátz (en), puis il commença ses études universitaires à l'université de Budapest avant d'aller à l'université de Göttingen pour étudier les mathématiques et les sciences. Parmi ses professeurs, on compte Roland Eötvös, József Kürschák, Constantin Carathéodory, David Hilbert, Felix Klein et Ernst Zermelo.

## Domaines de recherche
Ses travaux portent sur l'analyse et l'étude des groupes topologiques, en particulier sur les familles orthogonales de fonctions, les intégrales singulières (en), les fonctions analytiques, les équations différentielles, sur la théorie des ensembles et le calcul des variations.